# Bernard Malgrange
Bernard Malgrange   (6è districte de París, 6 de juliol de 1928 - Grenoble, 5 de gener de 2024) va ser un matemàtic francès.

## Biografia
Malgrat el difícil període de l'ocupació alemanya durant la Segona Guerra Mundial, Malgrange va poder acabar els seus estudis secundaris i ingressar a l'École Normale Supérieure el 1947, en la qual es va graduar el 1951. A continuació va ser investigador associat del CNRS mentre preparava la seva tesi doctoral que va obtenir el 1955 a la universitat de Nancy sota la direcció de Laurent Schwartz. Els anys següents va ser professor successivament a les universitats d'Estrasburg i de París, fins que el 1969 va ser nomenat professor de la universitat de Grenoble.
Malgrange ha publicat una cinquantena de treballs científics en els camps de les equacions en derivades parcials, dels operadors hipo-el·líptics i de les funcions diferenciables. En aquest darrer camp se li deu la demostració del teorema de preparació que porta el seu nom, feta a instàncies de René Thom i de Jean-Pierre Serre.